# Dziady
Dziady jsou ve slovanské lidové kultuře svátky mrtvých, jejichž kořeny sahají do předkřesťanské doby.
Konají se zpravidla čtyřikrát do roka, na jaře, v létě, na podzim a v zimě. Jinde se slavily až šestkrát ročně. Nejstarší zmínka o těchto svátcích, konkrétní o jejich letní podobě, pochází z ruského Stoglavu z roku 1551. Tyto zvyky, jako pálení ohňů na hrobech u katolických Slovanů zanikly, zatímco pravoslavná církev povolila pohřební hostiny i při chrámech. V Polsku se jako dziad označuje i duch domu. Nazývají se také djady nebo dědy, což je slovo které označuje mrtvé předky bez ohledu na jejich pohlaví a stáří. Mezi další názvy patří navský, rusalčin nebo mavskij velikden.
Podzimní dziady se konají 26. října pravoslavného kalendáře na svátek svatého Demetria Soluňského, podle toho se také nazývají dmitrovské dziady. Provází je velký úklid a příprava množství jídla, aby byly duchové předků přilákáni do domu. Pokrmy které byly zanechány předkům se druhý den ráno rozdávaly chudým. Zimní dziady se slaví podobný způsobem a to v sobotu před masopustní nedělí. Jarní dziady, nazývané též radunica, se slaví úterý po první velikonoční neděli. Uklízí se hroby, ženy u nich odříkávají žalozpěvy a muži koulejí svěcená vejce po hrobech. Pokud je přítomen kněz slouží panychidu. Poté je rozprostřen po stole ubrus a jídlo rozděleno mezi živé a předky. Podobně se slaví i letní dziady sobotu před letnicemi.
V Bulharsku slavnosti mrtvých probíhají podobným způsobem a nazývají se zadušnice nebo spomeni. Nejvýznamnější je jejich letní datum, významné je ale i podzimní, nazývané stopanova gozba „hospodářovy hody“. Stopan či stopanin je duch předka, který chrání dům kde přebývá.